# Lorenz Gaul
Lorenz Gaul († 21. September 1508 in Murrhardt) war ein katholischer Priester, Benediktiner und Abt des Klosters St. Januarius in Murrhardt.

## Leben und Wirken
Lorenz Gaul entstammte wohl der ratsfähigen Familie Gul aus der Reichsstadt Schwäbisch Gmünd.

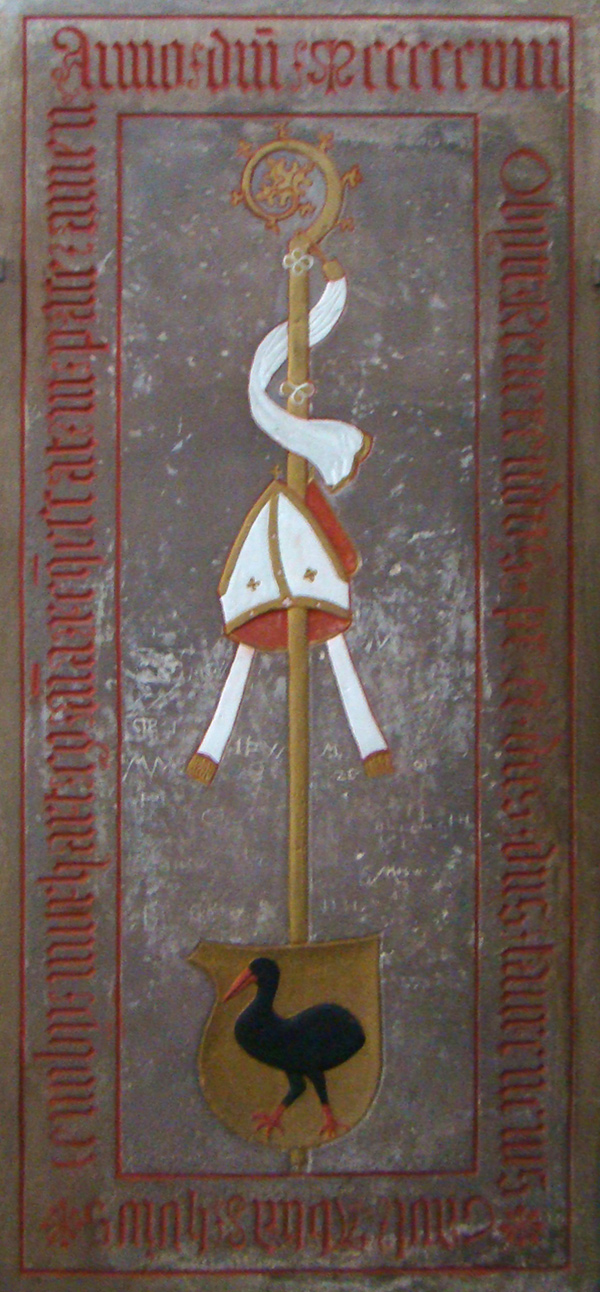
Grabstein von Abt Lorenz Gaul, heute an der Westwand des nördlichen Querschiffs der Stadtkirche Murrhardt

Nach dem Tod seines Vorgängers Johannes Schradin wurde Gaul am 22. April 1501 zum Abt des Klosters Murrhardt gewählt. War die wirtschaftliche Lage der Abtei durch die rege Bautätigkeit des Abtes Schradin bereits mehr als angespannt, so erlebte das Kloster unter der Führung Gauls einen völligen Niedergang sowohl im Weltlichen als auch im Geistlichen, wie er selbst in einem Schreiben an Herzog Ulrich von Württemberg und dem Würzburger Bischof Lorenz von Bibra im Jahr 1507 eingestehen musste.
Da sich Murrhardt aufgrund des Wildreichtums seiner Umgebung zum beliebten Stützpunkt meist großer herzoglicher Jagdgesellschaften entwickelt hatte, stieg die Schuldenlast des Klosters aufgrund der häufigen Bewirtung drastisch an. Auch die erfolgreiche Teilnahme Herzog Ulrichs am Landshuter Erbfolgekrieg belastete die Abtei stark, da Murrhardt einerseits voll in das militärische Aufgebot Württembergs integriert war und die Kampfhandlungen zusätzlich noch in unmittelbarer Nachbarschaft des Klosters, in der Grafschaft Löwenstein, stattfanden.
Der Hauptgrund für die explodierende Verschuldung der klösterlichen Gemeinschaft lag indes in der Hinwendung des Konvents zu weltlichen Genüssen und einem üppigen Lebensstil – die Repräsentation von Macht und Wohlstand drängte in den Vordergrund, während die Mönche die zeitnahe und vollständig Erhebung ihrer Einnahmen aus den klösterlichen Besitzungen immer mehr vernachlässigten. Zwar stand Gaul ein Grosskeller und mit Philipp Renner ein Prior beratend zur Seite, jedoch waren beide sowohl in wirtschaftlicher wie auch in geistlicher Hinsicht nicht fähiger als der Abt selbst. Bereits im Jahr 1503 war Lorenz Gaul die Leitung des Klosterbetriebes völlig aus den Händen geglitten – die geistliche und seelsorgerische Betreuung der dem Kloster unterstellten Gemeinden kam restlos zum Erliegen. Der Grund hierfür lag vermutlich in einer schweren Erkrankung Gauls; der Abt verlor sein Augenlicht und erblindete spätestens 1507 vollständig.
Nach längerem Siechtum starb Abt Lorenz Gaul am 21. September 1508 in Murrhardt und wurde in der Klosterkirche beigesetzt. Die Nachfolge in diesem Amt hatte für den kurzen Zeitraum von acht Monaten Johannes Vayh inne, bevor 1509 der bisherige Prior Philipp Renner zum Abt des Klosters Murrhardt gewählt wurde.

## Sonstiges
Der vollständig restaurierte Grabstein mit einer Schnepfe als Wappentier des Lorenz Gaul hat sich bis heute in der Murrhardter Stadtkirche erhalten – er befindet sich im nördlichen Flügel des Querschiffs:
Anno · d(omi)ni · Mccccc〈viii / . 〉 Obijtt · Reuerendvs · [p(ate)r · et ] · d(omi)n(u)s · d(omi)n(u)s · laurencivs ·a) / Gavl · Abbas · hvivs [· / C]enobij · mvrhart · c(uius) · a(n)i(m)a · req(ui)escat · in · pace · amen
(Im Jahr des Herrn 1508 starb der ehrwürdige Vater und Herr Herr Lorenz Gaul, Abt dieses Klosters Murrhardt. Seine Seele ruhe in Frieden. Amen.).